# Legge della compensazione
In meteorologia e climatologia la legge della compensazione  è una legge empirica su basi fisiche e statistiche che afferma la tendenza spontanea del sistema climatico-atmosferico a riequilibrare nel medio-lungo termine eventuali anomalie, verificatesi nel breve-medio termine, di grandezze fisiche atmosferiche quali ad esempio temperatura, pressione, precipitazioni, umidità, radiazione riportandole all'interno delle medie statistiche calcolate in periodi medio-lunghi di riferimento.

## Descrizione
La legge dal punto di vista fisico si inserisce nel contesto della variabilità meteorologica e climatica e deriva da considerazioni puramente statistico-climatiche secondo le quali il clima manifesta una stabilità e regolarità molto più accentuata rispetto al tempo atmosferico di per sé mutevole e caotico: l'anomalia nel breve-medio termine (intrastagionale, interannuale) ricade infatti nella comune variabilità meteorologica, mentre la media nel lungo periodo ricade in campo climatologico. La compensazione può allora riequilibrare situazioni di persistenza atmosferica dalle caratteristiche opposte. 
Una possibile giustificazione fisica di tale legge si ha considerando il sistema atmosferico come un sistema termodinamico chiuso o comunque in equilibrio con la spazio esterno ovvero soggetto ad un forcing o input energetico costante pari alla costante solare vigendo dunque il principio di conservazione dell'energia dove eventuali disequilibri energetici vengono prima o poi compensati dal sistema stesso a mezzo della variabilità della circolazione atmosferica preservando così anche il concetto di media statistica delle grandezze fisiche atmosferiche.  
Se il riequilibrio non avviene nei tempi ragionevoli e l'anomalia si protrae per un tempo più lungo ovvero non si compensa si assiste ad un cambiamento climatico, locale o globale, di origine naturale o antropica, relativo alla grandezza in questione che può essere caratterizzato da un trend medio al continuo rialzo o al continuo ribasso oppure assestarsi su un nuovo equilibrio. Ciò accade inevitabilmente quando il forzante energetico del sistema atmosferico risulta modificato.
Data un'anomalia meteo-climatica non è dunque possibile conoscere i termini del suo riassorbimento né se ciò effettivamente accadrà, tuttavia vale la seguente regola più volte confermata sperimentalmente: tanto più elevata è l'anomalia tanto maggiori sono le probabilità di compensazione nel medio-lungo termine, con aumentate probabilità di eventi estremi opposti riequilibratori anche nel breve termine (ondate di caldo, ondate di freddo, alluvioni, siccità).